# 돌조개과
돌조개과는 돌조개목의 하위 분류이다.

## 하위 속

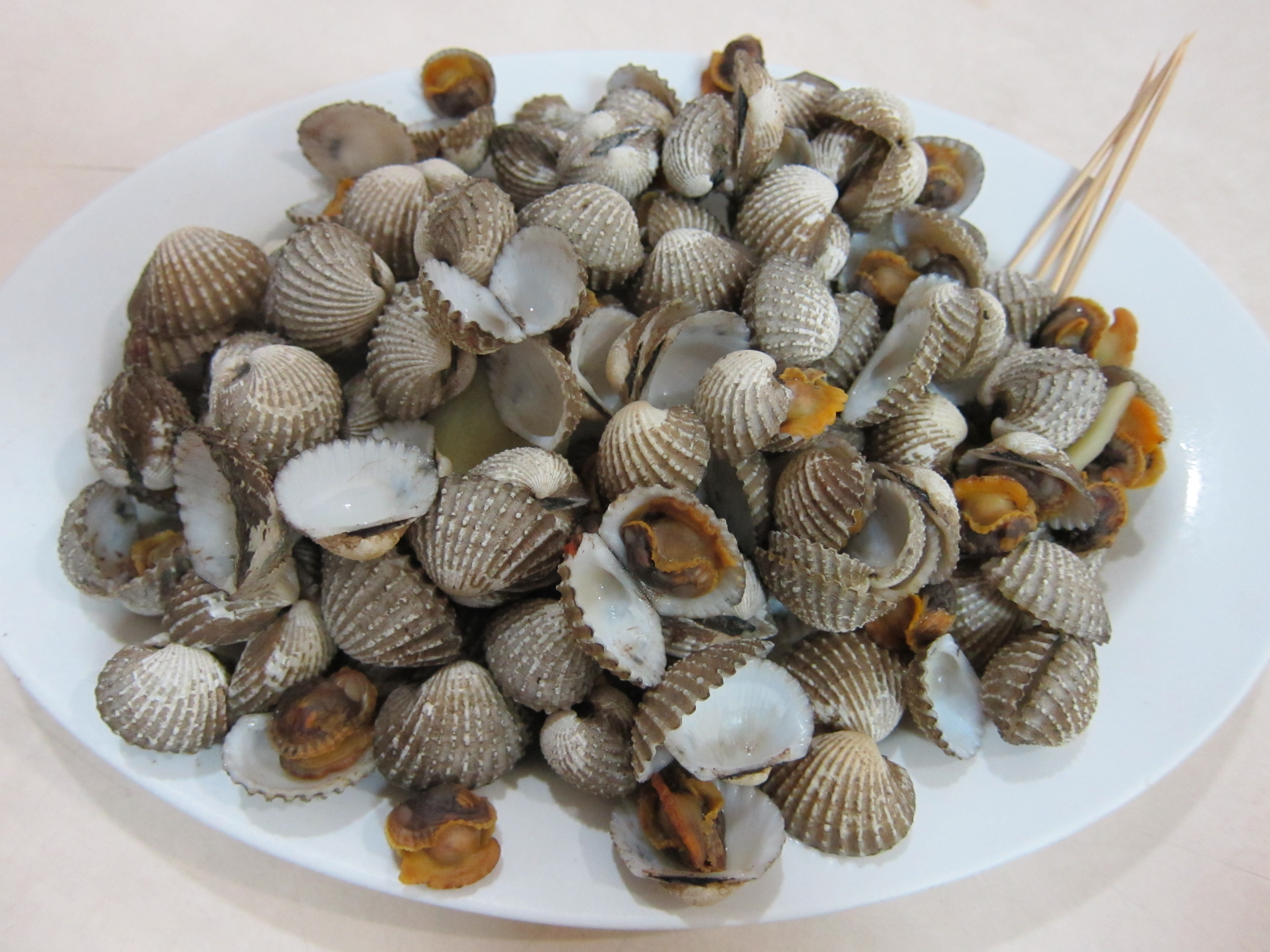

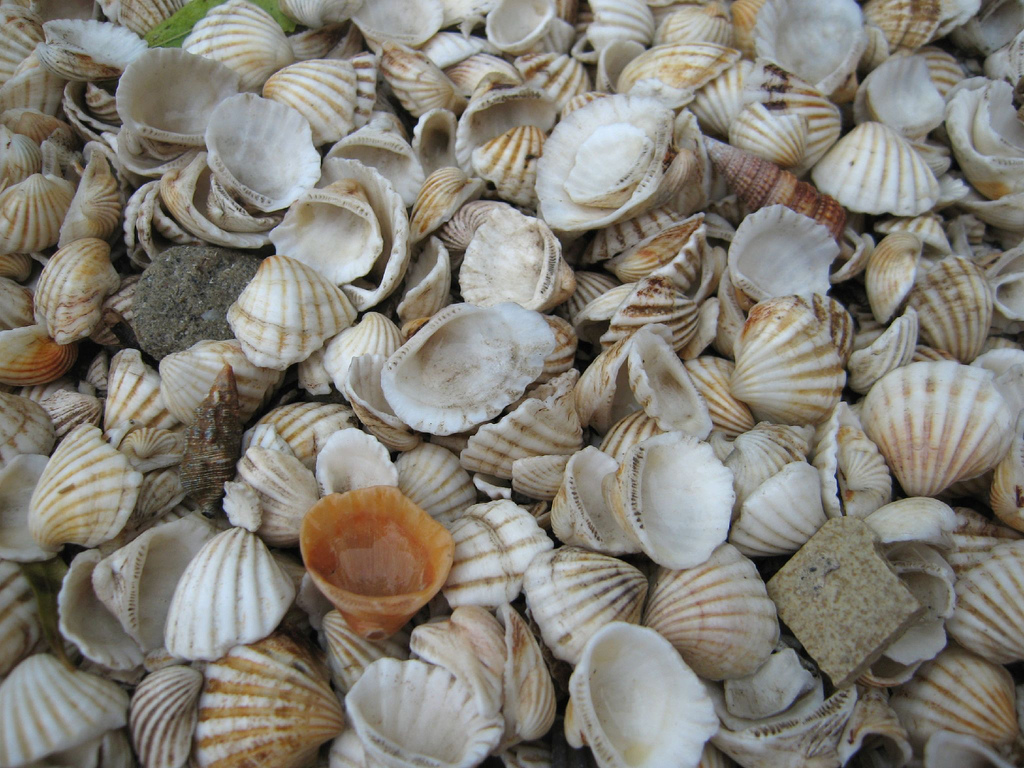

- 돌조개속
- 피조개속